# وازووو
وازووو (به بلغاری: Vazovo) یک منطقهٔ مسکونی در بلغارستان است که در استان رازگراد واقع شده‌است.
 وازووو  ۸۸۱ نفر جمعیت دارد و ۲۰۴ متر بالاتر از سطح دریا واقع شده‌است.